# Wójt kościelny
Wójt kościelny (łac. advocatus ecclesiae, niem. Vogt, Kirchenvogt) – w średniowiecznej Europie Zachodniej urzędnik świecki reprezentujący instytucję kościelną albo dostojnika Kościoła wobec świeckich sądów. Urząd wójta kościelnego był szczególnym rodzajem urzędu wójta w sensie łacińskiego advocatus jako przedstawiciela (ustawowego) w sądzie osoby niepełnoletniej lub w inny sposób nieposiadającej zdolności do czynności prawnych. Zakres obowiązków i przywilejów wójtów kościelnych zmieniał i rozszerzał się zależnie od regionu i okresu czasu. Od X w. do kompetencji wójta kościelnego mogły należeć także: władza sądownicza, zbrojna osłona powierzonego mu terytorium (np. klasztoru i jego dóbr) oraz zarząd administracyjny i finansowy instytucji, w której sprawował urząd. W niemieckojęzycznym obszarze osoba sprawująca ten urząd nazywała się Vogt lub Kirchenvogt (l. mn. Vögte, Kirchenvögte), a urząd lub terytorium ich władzy nosiły nazwę Vogtei (wójtostwo).
W ramach przyznanych mu kompetencji wójt kościelny mógł działać jako:
- przedstawiciel sądowy występujący w imieniu instytucji kościelnej, np. biskupstwo lub klasztoru, albo dostojnika Kościoła, np. biskupa lub opata, wobec świeckich sądów, w których osoby duchowne od czasów Karola Wielkiego nie mogły występować jako strona. O ile początkowo przedstawicielem sądowym mogła być dowolnie i jednorazowo wybrana osoba, to od początku IX w. wójt kościelny był stałym urzędem sprawowanym z nadania najwyższej władzy danego terytorium wójtostwa lub, jak w przypadku kościołów królewskich, z nadania królewskiego[2].
- sędzia, od kiedy prawo reprezentacji sądowej rozszerzono o uprawnienia do sprawowania władzy sądowniczej na powierzonym mu obszarze. W czasach karolińskich jurysdykcja wójta kościelnego sprowadzała się do orzekania  w sprawach dotyczących drobnych wykroczeń, za które groziły grzywny lub lżejsze kary cielesne; odpowiadała zatem jakby sądom niższej instancji, których kompetencje określano w średniowieczu niedere Gerichtsbarkeit. Od przełomu wieków IX i X coraz więcej instytucji kościelnych podlegających bezpośrednio władcy (np. tzw. Reichskirchen) uzyskiwało jako specjalny immunitet kompetencje sądu najwyższego (hohe Gerichtsbarkeit) zwanego Blutgericht, gdyż nakładał kary cielesne łącznie z wyrokami śmierci. Ponieważ osoby duchowne nie mogły orzekać w takich kwestiach, obowiązki takiego sędziego (oberster lub kaiserlicher Richter) sprawował wójt kościelny, zwany w tym przypadku Reichsvogt[2][4].
- militarny obrońca i dowódca (Schutzvogt, Schirmvogt), ponieważ osobom duchownym było według prawa kanoniczego zabronione noszenie broni i wypełnianie takich zadań, jak np. powoływanie armii. Do obowiązków wójta kościelnego należało nie tylko kontrolowanie panującego na terenie wójtostwa porządku i przestrzegania prawa (czyli funkcje niejako policyjne), ale także od początku IX w. powierzano mu zadanie zwoływanie oddziałów wojskowych do zbrojnej obrony danego terytorium lub osłony osób powierzonych jego opiece[2][5].
- zarządca i administrator dóbr, któremu przysługiwało za to wynagrodzenie pod różnymi postaciami, np. jako część dochodów wójtostwa, ściąganych podatków lub kar, wykonywanego dla niego szarwarku czy takie uposażenie jak drewno budowlane[2]. Ta funkcja zaczynała się usamodzielniać, od kiedy pod koniec średniowiecza wójtostwa oddawane były coraz częściej w lenno i wójtowie mogli działać przede wszystkim na korzyść własną[2][5], niekiedy podporządkowując teren wójtostwa wyłącznie swojej władzy. Miało to miejsce szczególnie wtedy, gdy wójt kościelny wywodził się z miejscowej szlachty czy arystokracji i dążył do usamodzielnienia swojego terytorium. Bywało, że kościoły i klasztory popadały w tak wielką zależność od wójtów[6], że z czasem doprowadzono do tego, że funkcje wójta kościelnego w zakresie przysługującym mu w średniowieczu przekształcano na funkcje jedynie tytularne[3].

## Inne znaczenia
związane z określeniem advocatus ecclesiae:
- pojęcie advocatus ecclesiae mające w niemieckim odpowiednik Kirchenvogt nie pokrywa się z średniowiecznym urzędem wójta kościelnego wtedy, kiedy używane jest w znaczeniu obrońcy Kościoła[7]. W tym przypadku jego łacińskim synonimem jest defensor ecclesiae[8]. Na to rozróżnienie zwraca też uwagę Encyclopedia kościelna w haśle Actor Ecclesiae[9].
- mianem Kirchenvogt w znaczeniu zakrystiana bywa określana w kościołach protestanckich Dolnej Saksonii osoba utrzymująca w kościele porządek, dbająca o wygląd ołtarza i pełniąca podobne funkcje[10][11].